# Течение (альбом)
«Течение» — второй студийный альбом группы «Чичерина», вышедший 29 августа 2001

## Создание и релиз
В январе 2001 года начали записываться демо-версии песен для нового альбома.
Во время создания альбома группа запустила акцию «100 дней» с целью показать все детали подготовки и выпуска альбома, дать возможность поучаствовать в этом процессе: «Начали 21 июня, закончим 28 сентября. Все эти сто дней мы будем в прессе, по радио, по телевидению и большей частью в интернете рассказывать, чем занимаемся каждый день. Про запись, что и как у нас получилось. Про гастроли что и как у нас случилось. Про жизнь нашу». В ходе «акции» группа проводила всевозможные конкурсы среди поклонников, подогревая интерес к выходу второго альбома. В том числе поклонниками группы было доверено выбрать название альбома из трёх вариантов — «Точки», «Течение» или «На грани». 5 сентября 2001 года участники группы, сочиняя текст на обложку нового альбома «Течение», решили, что нужно указать всех, кто помогал им готовить пластинку, даже поклонников, которые активно слали письма в фан-клуб.
Акция «100 дней» завершилась 28 сентября концертом-презентацией в ДК им. Горбунова, однако, несмотря на активную кампанию в прессе, «аншлаг не состоялся. Аудитория, собравшаяся на первом сольном концерте группы в Москве, вполне влезла бы в стандартный клуб. Чичеринцы явно ожидали большего, однако расстройства и разочарования не показали». Данный концерт был записан и выпущен в свет под названием «Точки».
В 2002 году альбом получил переиздание с новым оформлением и обновлённым треклистом, в который вошли два бонусных трека «Поезда» и «Поезда 2».

## Реакция критики
Алексей Крижевский (Звуки.ру) положительно оценил данный альбом: «Альбом спродюсирован не просто хорошо, а замечательно — в том смысле, что именно эту часть работы я хочу заметить особо. Тексты Чичериной, наверное, никогда не становились предметами серьёзного рассмотрения, а жаль. Не шедевры поэзии, они ведь именно тексты, компонент будущего вербально-мелодического сплава, которым они воздействуют на наши рецепторы. И в этом смысле они — в высшей степени адекватны музыке, в высшей степени подходящее сырьё для этих мелодий. Как и музыка, простые вроде бы тексты песен прячут в себе некую затейливость, выводящую их из обвинений в ординарности и делающую из группы предмет критики и тему для беседы».
На сайте ROCK@RU отмечалось «ощутимо, по сравнению с первым альбомом, возросло качество и профессионализм. Это неизбежный признак растущей группы. Хотя количество потенциальных хитов на „Течении“ не превышает количество уже состоявшихся на „Снах“, главное это, наверное, стабильность — как и в дебюте, весь альбом очень ровный, без ярко выраженных всплесков и падений», вследствие чего любую песню «можно брать в ротацию».
Артём Агапов («Музыкальный вестник») восторженно встретил альбом: «Юля предстаёт в совершенно новом свете, „Течение“ — это фотографический снимок депрессии, её депрессии, депрессии доводящей до сумасшествия и одновременно депрессии лиричной. Эстеты обращают внимание на нелепость отдельных образов, присутствующих в альбоме. Да, можно снобистски улыбнуться такой вульгарной и грубой подробности, как „растекающиеся мозги“, встречающейся в одной из самых ярких песен „Течения“ — „Сне в канун Нового года“. Однако эта же самая деталь даёт уверенность в искренности альбома, в том, что Чичерина осталась самой собой, осталась тем самым „непосредственным подростком“, просто сменился образ, сменилось настроение. Где-то она слишком трагична, где-то категорична, где-то наивна — все это свойственно молодым и романтическим натурам, подростковая романтика не может быть отточенной, она всегда угловата. Эта угловатость присутствует в достаточном количестве на „Течении“, и это показатель честности этой пластинки. Вот эта самая искренность и откровение, которым, собственно, для большинства слушателей эта пластинка и явится, по-моему, и есть главные параметры любого альбома. „Течение“ обладает этими составляющими, и уже поэтому он хорош. А ведь помимо пятибалльного содержания, он ещё и блестяще оформлен, в первую очередь музыкально. Аранжировки и звук, созданный Бурым (басистом группы, который одновременно выступил и в роли саунд-продюсера) настолько гармоничен материалу альбома, что вместе они создают удивительно цельный продукт. Без сомнений, „Течение“ — откровение, событие нынешней осени, альбом поистине поражающий, поражающий и ум, и воображение. Сравнить его можно только с удивительной „Маджентой“ „Краденого солнца“».

## Список композиций
| №                   | Название                  | Текст песни                                                     | Музыка                                                                        | Длительность |
| ------------------- | ------------------------- | --------------------------------------------------------------- | ----------------------------------------------------------------------------- | ------------ |
| 1.                  | «Тихая река»              | Юлия Чичерина                                                   | Ю. Чичерина, Александр «DrOff» Александров, Азат Мухаметов                    | 4:40         |
| 2.                  | «Врачи»                   | Ю. Чичерина, А. Александров, цитата из песни Д. Коськина «Зона» | Ю. Чичерина, А. Александров, А. Мухаметов, цитата из песни Д. Коськина «Зона» | 4:07         |
| 3.                  | «В десятку»               | Максим Митенков                                                 | М. Митенков                                                                   | 3:34         |
| 4.                  | «Чистая»                  | Ю. Чичерина                                                     | Ю. Чичерина                                                                   | 3:46         |
| 5.                  | «Сломала себя»            | Ю. Чичерина, М. Митенков                                        | М. Митенков                                                                   | 3:11         |
| 6.                  | «На грани»                | А. Александров                                                  | А. Александров                                                                | 3:19         |
| 7.                  | «Сама»                    | М. Митенков                                                     | М. Митенков                                                                   | 3:14         |
| 8.                  | «Не поздно»               | Ю. Чичерина, А. Александров                                     | Ю. Чичерина, А. Александров                                                   | 4:27         |
| 9.                  | «Блюдца»                  | А. Александров                                                  | А. Александров                                                                | 3:13         |
| 10.                 | «Комета»                  | А. Александров                                                  | А. Александров                                                                | 3:17         |
| 11.                 | «Сон в канун нового года» | Ю. Чичерина                                                     | Ю. Чичерина                                                                   | 4:11         |
| 12.                 | «Точки»                   | Ю. Чичерина, А. Александров                                     | Ю. Чичерина, А. Александров, А. Мухаметов                                     | 4:11         |
| 13.                 | «Наедине»                 | А. Александров                                                  | А. Александров                                                                | 4:15         |
| 14.                 | «Радиоволна»              | А. Александров                                                  | Ю. Чичерина                                                                   | 3:39         |
| 15.                 | «Пожарные»                | Ю. Чичерина, А. Александров                                     | Ю. Чичерина, А. Александров                                                   | 3:08         |
| 16.                 | «Океаны»                  | А. Александров                                                  | А. Александров                                                                | 6:52         |
| Общая длительность: | Общая длительность:       | Общая длительность:                                             | Общая длительность:                                                           | 63:01        |

| №                   | Название            | Текст песни              | Музыка              | Длительность |
| ------------------- | ------------------- | ------------------------ | ------------------- | ------------ |
| 17.                 | «Поезда»            | А. Александров           | А. Александров      | 3:15         |
| 18.                 | «Поезда 2»          | Ю. Чичерина, М. Митенков | М. Митенков         | 3:59         |
| Общая длительность: | Общая длительность: | Общая длительность:      | Общая длительность: | 70:15        |

## Видеоклипы
31 января 2002 года в подмосковном Абрамцеве прошли съёмки видеоклипа на песню «Сама». Режиссёром клипа стал Максим Рожков, оператором — Эдуард Мошкович, продюсером — Рустем Нуриев.
Также были сняты клипы на песни «Пожарные» и «Блюдца».

## Участники записи
- Юлия Чичерина — вокал.
- Александр Бурый — бас-гитара, клавишные, гитара.
- Максим Митенков — ударные.
- Азат Мухаметов — гитара.
- Александр «Droff» Александров — бэк-вокал, вокал, гитара.
- Иннокентий Минеев — перкуссия, клавишные, ударные.
- Михаил Савин — саксофон.